# Pierre Bernard (futbolista)
Pierre Bernard (Boissezon, 27 de enero de 1932 - Burdeos, 28 de mayo de 2014) fue un futbolista francés que jugaba en la demarcación de portero.

## Biografía
Con 20 años, en 1952, el FC Girondins de Burdeos le subió al primer equipo tras haberse formado en las categorías inferiores del club.Etoile d'Or France Football  Jugó durante 144 partidos comprendidos en las cuatro temporadas que sirvió al club. En 1957 fichó por el CS Sedan Ardennes, con el que ganó la Copa de Francia de Fútbol en la temporada que dejó el club para irse traspasado al Nîmes Olympique. En 1961 también fue seleccionado para ganar el Balón de Oro,quedando en la posición 28. Después de dos años fue fichado por el AS de Saint-Étienne, ganando la Ligue 1 en las temporadas 1963/1964 y 1966/1967 y la Supercopa de Francia en 1967. Finalmente acabó su carrera deportiva en el FC Red Star Saint-Ouen en 1969.
Falleció el 28 de mayo de 2014 en Burdeos a los 82 años de edad.

## Selección nacional
Jugó un total de 21 partidos con la selección de fútbol de Francia. Incluyendo partidos amistosos y partidos de clasificación para la Copa Mundial de Fútbol de 1962 y para la Eurocopa 1964.

## Clubes
| Club                    | País    | Año         | Partidos | Goles |
| ----------------------- | ------- | ----------- | -------- | ----- |
| FC Girondins de Burdeos | Francia | 1952 - 1957 | 144      | 0     |
| CS Sedan Ardennes       | Francia | 1957 - 1961 | 134      | 0     |
| Nîmes Olympique         | Francia | 1961 - 1963 | 70       | 0     |
| AS de Saint-Étienne     | Francia | 1963 - 1967 | 151      | 0     |
| FC Red Star Saint-Ouen  | Francia | 1967 - 1969 | 72       | 0     |

## Palmarés

### Campeonatos nacionales
| Título                    | Club                | País    | Año  |
| ------------------------- | ------------------- | ------- | ---- |
| Copa de Francia de Fútbol | CS Sedan Ardennes   | Francia | 1961 |
| Ligue 1                   | AS de Saint-Étienne | Francia | 1964 |
| Ligue 1                   | AS de Saint-Étienne | Francia | 1967 |
| Supercopa de Francia      | AS de Saint-Étienne | Francia | 1967 |